# 角力棋
角力棋（Abalone），或譯大王鮑，是Michel Lalet、Laurent Levi在1987年推出的兩人棋類遊戲，特色是可以推動對方的棋珠，甚至推出棋盤。有定期舉辦比賽。该游戏在1990年获得首届门萨学会的门萨首选奖。

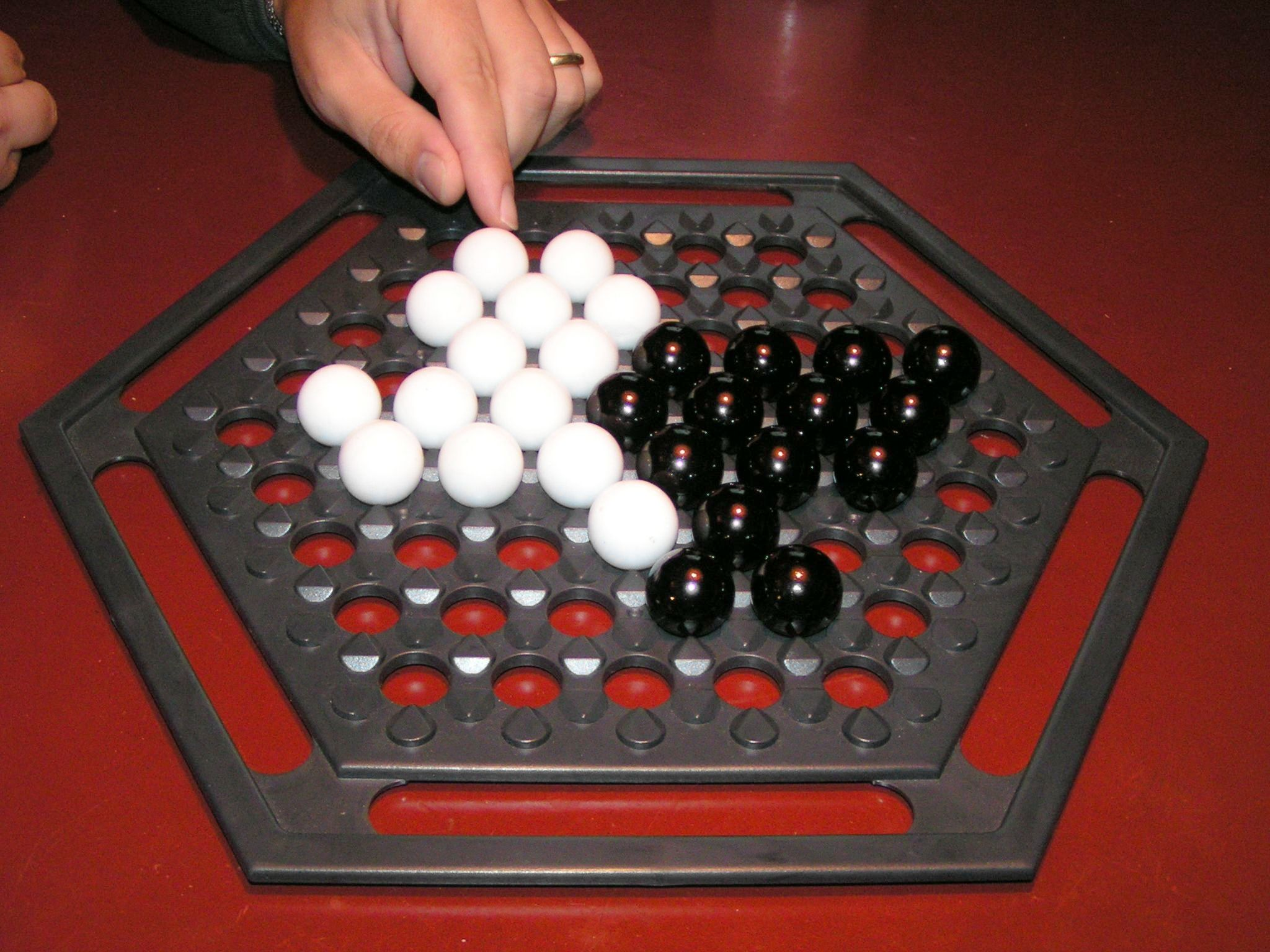
角力棋棋具

## 棋具
- 6*6*6的六角型棋盤，共六十一個棋洞。棋洞做為棋位，可放入一枚棋珠。
- 棋珠以兩色區分敵我，每方有十四顆。

## 棋規
- 官方規則具有多種初始佈置，最常見是十一顆棋珠放入靠近己方的兩橫行位置，其餘三顆棋珠置於第三橫行的中間三個棋位。
- 每方需讓己方棋珠朝六方向之一移動一格，有兩種移動方式：
  - 側移：一到三顆相連的己方棋珠，朝連線方向以外的方向一起移至空棋位。
  - 推移：兩到三顆相連的己方棋珠，遵循連線方向，推移至空棋位，或移至敵方棋位。
    - 只有推動己棋數大於連線方向的敵棋，並且該些敵棋沒被同線己棋夾住，才可縱隊移動至敵方棋位，並將該方敵棋皆推動一格。原先在棋盤邊的一顆敵棋，被推移後會被移除棋盤。
- 移除六顆敵棋者獲勝。[1]

標準初始佈置
黑珠側移
黑珠推移，推動數量少的白珠
白珠推移，把一顆黑珠推出棋盤
同於六角棋盤的座標法。X、Y、Z的棋珠位置分別在G5、C2、H9。

### 其他初始佈置

## 外部連結
- 遊戲介紹
- 遊戲下載 （页面存档备份，存于）
- 遊戲下載